# Jutta von Katzenelnbogen
Jutta von Katzenelnbogen (* 1315; † 1378 in Kaufungen) war von 1333 bis zu ihrem Tod Äbtissin des Frauenstifts Kaufungen im nordhessischen Kaufungen.
Sie war eine Tochter des Grafen Wilhelm I. von Katzenelnbogen († 1331) aus dessen 1314 geschlossenen zweiten Ehe mit Adelheid von Waldeck († 1329), Tochter des Grafen Otto I. von Waldeck.
Sie wurde bereits im Alter von 18 Jahren von den Kanonissen des Stifts zur Äbtissin gewählt. Juttas Vater dürfte den Eintritt seiner Tochter in das Stift vergleichsweise großzügig subventioniert haben, was ihrer Wahl vermutlich nicht abträglich war. Jutta stand dem Stift 45 Jahre lang vor und starb 1378.